# Julia Nava de Ruisánchez
Julia Nava de Ruisánchez (* 2. Februar 1883 in Galeana, Nuevo León; † 2. Mai 1964 in Mexiko-Stadt) war eine Akteurin während der Mexikanischen Revolution. Sie gilt als herausragende Figur in der feministischen Bewegung Mexikos.

## Leben und Wirken
Julia Nava de Ruisánchez absolvierte ihre Ausbildung zur Lehrerin an der Escuela Especial para Maestros in ihrem Heimatstaat und zog 1909 nach Mexiko-Stadt, wo sie den Rest ihres Lebens verbrachte. Nava de Ruisánchez galt als engagierte Lehrerin und nahm aktiv am politischen Leben teil.
Sie war für ihre Beteiligung an Aktivitäten gegen die autokratische Präsidentschaft Porfirio Díaz’ bekannt und spielte eine wesentliche Rolle bei der Gründung des Frauenklubs Hijas de Cuauhtémoc. Der Club setzte sich für politische Ziele ein, beteiligte sich an Propagandaaktionen und unterstützte Francisco Madero im Kampf gegen die Wiederwahl Díaz’. Nava spielte als Mitglied eine bedeutende Rolle bei der Verteilung von Propagandamaterial und bei der politischen Mobilisierung. Nach dem Tod Maderos schloss sie sich, wie viele andere Frauen, der Bewegung der Zapatisten an und unterstützte die revolutionären Ideale Emiliano Zapatas.
Während der Mexikanischen Revolution kämpfte sie gegen Victoriano Huerta und wurde von der Secretaría de la Defensa Nacional als Veteranin und Legionärin der Revolution anerkannt. Sie gründete das Mexikanische Feministische Zentrum und leitete die Escuela Nacional de Enseñanza Doméstica, wo sie die Karrieren von Sozialarbeiterinnen und Krankenpflegehelferinnen förderte.
Julia Nava de Ruisánchez’ Engagement für die Rechte der Frauen und ihre Rolle in der Mexikanischen Revolution zeichnen sie als eine einflussreiche Persönlichkeit der damaligen Zeit aus. Sie gründete und leitete verschiedene Organisationen, darunter das Mexikanische Feministische Zentrum und die Internationale Union der Mütter. Nava de Ruisánchez war auch als Schriftstellerin tätig und veröffentlichte zahlreiche didaktische Texte, die sich auf die Bildung mexikanischer Kinder konzentrierten. Ihre Arbeit an der Escuela Nacional de Enseñanza Doméstica prägte die berufliche Bildung in Mexiko nachhaltig, insbesondere durch die Einführung der Studiengänge für Sozialarbeit und Krankenpflege. Ihr Einsatz für die Gleichberechtigung der Frauen und ihre Bemühungen um eine bessere Bildung und berufliche Möglichkeiten für Frauen bleiben ein wesentlicher Teil ihres Erbes.